# 静岡市立横内小学校
静岡市立横内小学校（しずおかしりつ よこうちしょうがっこう）は、静岡県静岡市葵区にある公立小学校。児童の総称は「いずみっ子」。

## 特色
運動がさかんな学校で、いずみ運動と呼ばれる運動をする。
横内小学校独自で伝統的な運動である。
生徒たちは、ボール・棒・なわとび・持久走などを複数の音楽にあわせ行う。

## 歴史
| 大正15年 | 静岡市静岡横内尋常小学校として開校。 |
| 昭和 3年 | 芦田恵之助先生指導（10月） 読方教育研究会（12月） |
| 昭和10年 | 創立10周年記念式典及び記念教育研究大会開催 |
| 昭和16年 | 静岡市横内国民学校と改称 |
| 昭和20年 | 戦時空襲激化分散教育、来迎院他10ヶ所（6.15） |
| 昭和22年 | 静岡市立横内小学校と改称 |
| 昭和32年 | 講堂完成（鉄筋一部2階建 226坪） |
| 昭和35年 | 大小プール竣工 |
| 昭和37年 | 1月25日南校舎全焼 10月鉄筋コンクリート3階建校舎竣工（普通教室23、その他4）                                                                                 |
| 昭和40年 | 校旗新調 南校舎増築工事（5教室、中央ホール） 創立40周年記念行事                                                                                            |
| 昭和41年 | 静岡市教委より研究委託－「体育時における体力づくり」－棒体操開始                                                                                           |
| 昭和43年 | 「動物のいずみ祭り」実施（いずみ活動スタート） |
| 昭和44年 | 体育科研究全国大会が開かれる |
| 昭和46年 | 第1次体育科研究発表会 以降隔年おきに体育科研究発表会を開催する                                                                                             |
| 昭和50年 | 創立50周年記念行事開催 |
| 昭和61年 | 体育館改装 校舎大規模改修耐震補強工事 |
| 昭和62年 | 第9次体育科研究発表会(6/5～6/6） 防球ネット完成 |
| 昭和63年 | 全国女子体育研究静岡大会会場校 ＴＢＳこども音楽コンクール東日本優秀演奏会、優秀賞                                                                          |
| 平成元年 | 第10次体育科研究発表会 ＴＢＳ合唱コンクール東日本大会出場                                                                                                  |
| 平成 2年 | 西門完成 いずみっ子広場完成 ＴＢＳ合唱コンクール東日本優秀演奏発表会 飼育小屋完成 視聴覚室完成                                                             |
| 平成 3年 | 第11次研究発表会（5/31、6/1） |
| 平成 4年 | 1/28「いずみ掘削（地下23ｍ水脈より良質水がでる） 全国学校体育研究会 静岡大会 授業公開（11/6） 「泉」完成(11/7） 県教育委員会表彰 全国教育美術展学校賞      |
| 平成 5年 | 第12次体育学習研究発表会（6/25・6/26） 第32回全日本よい歯の学校表彰 全国教育美術展 奨励賞                                                                  |
| 平成 6年 | 全国教育美術展 県優良校 |
| 平成 7年 | 創立70周年記念式典 ブロンズ像「希望」除幕（11/18） 立少女像制作 大村 政夫 ブロンズ鋳像・台座 ＰＴＡ寄贈 全国小中高絵画展 （グループ奨励賞）                |
| 平成 8年 | 第13次体育学習研究発表会（10/4） 全国教育美術展学校賞 世界児童画展学校賞 歯科保健優良学校                                                                  |
| 平成 9年 | 第36回全日本よい歯の学校表彰 最優秀校（文部大臣表彰） 静岡市児童生徒文化スポーツ賞 学校賞 コンピュータ教室完成 いずみっ子おたすけハウス（いずみ110番）設置 |
| 平成10年 | 市健康優良校 市口腔衛生優良校 大小プール全面改築 ステンレス製プール竣工                                                                                    |
| 平成11年 | 児童用の机・椅子が木製のものになる（全校分） 第14次体育科公開研究会（10/1） 市口腔衛生優良校 鳥小屋（風見鶏付）完成 いずみ会議発足                         |
| 平成12年 | 運動場改修工事完成 はごろも教育研究奨励賞 学校賞 |
| 平成13年 | 市歯科保健優良学校 次世代ＩＴ事業を活用した未来型教育開発事業指定校                                                                                        |
| 平成14年 | 第15次体育科公開研究会（10/11） 市口腔衛生優良校 市環境衛生優良校 コンピュータ教室新設（2人に1台のコンピュータ）                                           |
| 平成15年 | 市口腔衛生優良校 全国学校体育研究優良校 夜間照明設置に伴うクスノキ・ハルニレ等の剪定                                                                       |

## 通学区域
葵区	

| - 太田町 - 春日町 - 上足洗 - 上足洗一丁目・二丁目 - 上沓谷町 - 瓦場町 - 沓谷一丁目 | - 銭座町 - 城東町 - 巴町 - 西千代田町 - 東鷹匠町 - 緑町 - 横内町 |

## アクセス
- しずてつジャストライン水梨東高線・竜爪山線・北街道線・こども病院線・東部団地線・上足洗線・唐瀬線 ｢巴町｣停留所から、徒歩2分